# Pentarhopalopilia
Pentarhopalopilia,  biljni rod iz porodice Opiliaceae opisan 1987 godine. Postoje četiri priznate vrste grmova iz tropske Afrike i Madagaskara

## Vrste
1. Pentarhopalopilia madagascariensis (Cavaco & Keraudren) Hiepko
2. Pentarhopalopilia marquesii (Engl.) Hiepko
3. Pentarhopalopilia perrieri (Cavaco & Keraudren) Hiepko
4. Pentarhopalopilia umbellulata (Baill.) Hiepko

## Bazionim
- Rhopalopilia sect. Pentarhopalopilia Engl.